# Callinsara clupeipennis
Callinsara clupeipennis är en insektsart som beskrevs av Rehn, J.A.G. 1913. Callinsara clupeipennis ingår i släktet Callinsara och familjen vårtbitare. Inga underarter finns listade i Catalogue of Life.